# 4 octobre dans les chemins de fer
4 septembre 4 novembre
Chronologies thématiques
- Croisades
- Sports
- Disney

Cette page concerne les événements qui se sont déroulés un 4 octobre dans les chemins de fer.

## Événements

### XIXesiècle
- 1893. Turquie : premier départ de l'Orient-Express de Paris-Est à destination de Constantinople via Munich, Vienne, Budapest, Bucarest, Varna.

### XXesiècle
- 1936. Viêt Nam : inauguration de la section Tuy-Hoa-Dai-Lanh du Transindochinois. Celui-ci est désormais complet sur tout son parcours (1730 kilomètres). (Chemins de fer de l'Indochine).
- 1943. France : déclassement de la ligne de Lunéville à Blâmont et à Badonviller.
- 1952. Belgique : inauguration par le roi Baudouin de la jonction entre les gares du Nord et du Midi à Bruxelles.

### XXIesiècle
- x

## Naissances
- x

## Décès
- x